# Krzywonos (ptak)
Krzywonos (Hymenolaimus malacorhynchos) – gatunek dużego ptaka wodnego z rodziny kaczkowatych (Anatidae). Jedyny przedstawiciel rodzaju Hymenolaimus. Zasiedla obie główne wyspy Nowej Zelandii. Zagrożony wyginięciem.

## Systematyka
Krzywonos po raz pierwszy zgodnie z zasadami nazewnictwa binominalnego został opisany przez Johanna Friedricha Gmelina pod nazwą Anas malacorhynchos w 13. edycji Systema Naturae. Okaz typowy pochodził z zatoki Dusky Sound z Wyspy Południowej. Obecnie gatunek ten umieszczany jest w monotypowym rodzaju Hymenolaimus. Podgatunek hymenolaimus, opisany w 1937 roku przez Mathewsa, ma niepewny status i nie jest przez wszystkich autorów uznawany. Blisko spokrewniona z krzywonosem jest zbrojówka (Merganetta armata).
Nazwa rodzajowa jest połączeniem słów z języka greckiego: ὑμην humēn, ὑμενος humenos – „membrana” oraz λαιμος laimos – „gardło”. Epitet gatunkowy jest połączeniem słów z języka greckiego: μαλακος malakos – „delikatny” oraz ῥυγχος rhunkhos – „dziób”.

## Charakterystyka
Długość ciała wynosi 50–57 cm, przy czym samce są nieznacznie większe niż samice. Masa ciała to około 775–1000 g (w przybliżeniu 70% masy ciała kaczki krzyżówki). Samce cięższe od samic. Rozpiętość skrzydeł waha się pomiędzy 65 a 80 cm. Skrzydło mierzy 235–242 mm, dziób 46 mm. Sam tułów ma długość 48–51 cm.
Brak dymorfizmu płciowego. Dorosłe osobniki mają jasnoróżowy dziób z rozszerzonym i spłaszczonym na końcu dziobem. Cała ta część jest czarna, na końcu równo ścięta. Ogólnie cały jest szaroniebieski, z ciemniejszą głową i kasztanowymi znaczeniami na piersi. Tęczówki żółte. Nogi są ciemne, prawie czarne. Podgatunek hymenolaimus ma ciemniejszy grzbiet.

## Występowanie
Krzywonos jest endemiczny dla obu wysp Nowej Zelandii. Zasięg występowania szacowany jest na około 199 000 km². Dawniej ptak był szeroko rozpowszechniony, obecnie w niektórych obszarach prawdopodobnie wyginął. Pewne jest jednak, że dalej występuje na Wyspie Południowej w West Coast i wzdłuż zachodnich wybrzeży Southland. Na Wyspie Południowej nadal spotykany wzdłuż wschodnich wybrzeży, centralnej części oraz okolicach Stratford. Prawdopodobnie wymarły w pozostałych rejonach, omijając najbardziej zachodnią część i Przylądek Północny na Wyspie Południowej. Biotop Hymenolaimus malacorhynchos stanowią bagna, czyste, rwące górskie rzeki oraz strumienie na obszarach leśnych.

## Tryb życia i zachowanie
Najbardziej aktywny jest o świcie i o zmierzchu. Nie migruje, ale pary w okresie lęgowym mogą wędrować wzdłuż strumieni. Silnie terytorialny ptak, każdy intruz jest od razu przeganiany. Terytorium stanowi 0,7–1 km odcinek rzeki lub strumienia. Jeśli akurat nie żeruje, zazwyczaj odpoczywa na kamieniu na rzece. Żyje średnio 8 lat, najdłuższa zanotowana długość życia (w naturze) wynosiła 10 lat. Rzadko lata.

### Głos
Samice odzywają się przeciągłym „craak”. Samce wydają ochrypłe „whio” (czyt. „fio”), skąd wzięła się jego nazwa w języku Māori Whio albo Wio.

## Pożywienie
Pożywienie łapie pływając i nurkując. Składają się na nie wyłącznie słodkowodne bezkręgowce, w tym dużo larw chruścików (Trichoptera), ale są także widelnice (Plecoptera), poczwarki jętek (Ephemeroptera), ślimaki (Gastropoda) oraz ochotkowate (Chironomidae). Ptaki z podgatunku nominatywnego zjadają także nasiona roślin rosnących w potokach. Jedna z przyczyn zagrożeń to rywalizacja o pokarm z introdukowanymi na Nową Zelandię łososiowatymi.

## Lęgi
Krzywonosy mają zupełnie odmienne zachowania lęgowe niż inne kaczki – u większości gatunków zazwyczaj samiec i samica w trakcie lęgów przebywają osobno i nie pomagają sobie. U Hymenolaimus malacorhynchos samiec często pomaga samicy w inkubacji i angażuje się w opiekę nad młodymi. Najprawdopodobniej razem bronią terytorium. Lęgi wyprowadzają jeden raz w roku, od sierpnia do listopada. Terytorium stanowi odcinek rzeki lub strumienia, o długości 0,7–1 km. Do opierzenia przeżywa 50–60% młodych. Samice uzyskują zdolność do rozrodu po 1 roku, samce po 2 latach.
Samice znoszą 4–7 białych jaj, ich masa stanowi około 10% masy ciała samicy, czyli w przybliżeniu 70 gramów. Gniazdo często umieszczane jest w gęstej roślinności przy zakolu rzeki, nierzadko w małych jamach w brzegu. Samica wysiaduje przez około miesiąc, w tym czasie samiec trzyma się okolic gniazda, aby ich bronić. Pisklęta wykluwają się z nieproporcjonalnie dużymi stopami, co pomaga im w radzeniu sobie z szybko płynącą wodą. Są głównie czarno-białe z ciemnozielonym opalizowaniem na piórach. Obie płcie przez następne 8–10 tygodni ochraniają swoje młode. Niechętnie opuszczają one okolice lęgu. Inne szczegóły gniazdowania nie są zawarte w literaturze.

## Podgatunki
Część autorów uznaje krzywonosa za gatunek monotypowy, ale niektórzy badacze wyróżniają dwa podgatunki:
| Wyróżniane podgatunki                    | Wyróżniane podgatunki                                                          | Wyróżniane podgatunki |
| ---------------------------------------- | ------------------------------------------------------------------------------ | --------------------- |
| H. m. malacorhynchos (J.F. Gmelin, 1789) | Podgatunek nominatywny, zasiedla Wyspę Południową.                             |                       |
| H. m. hymenolaimus Mathews, 1937         | Ma ciemniejszy grzbiet niż podgatunek malacorhynchos, zasiedla Wyspę Północną. |                       |

## Status, zagrożenia i ochrona
Przez IUCN krzywonos klasyfikowany jest jako zagrożony (EN – Endangered). Stan ten trwa od 2002 roku; wcześniej, od 1994 roku przyznawano mu status gatunku narażonego (VU – Vulnerable). Klasyfikowany jest jako zagrożony, ponieważ zasięg jest mały i rozproszony, a różne czynniki łatwo oddziałują na populację.
Ze zwierząt zagrażają mu introdukowane ssaki, które często na nie polują lub szkodzą lęgom. Dorosłym ptakom zagrażają szczury (Rattus), zdziczałe psy (Canis lupus familiaris), gronostaje (Mustela erminea), tchórze (Mustela putorius) oraz łasice (Mustela nivalis). Naturalnymi wrogami jaj krzywonosów są pałanka kuzu (Trichosurus vulpecula) i weki (Gallirallus australis). Pisklęta często porywane są przez mewy z rodzaju Larus, jastrzębie (Accipitridae), węgorzowate (Anguillidae), kormorany z rodzaju Phalacrocorax, a także sokoły z rodzaju Falco, które niekiedy zjadają także dorosłe osobniki. 
Populacja przeżyła znaczny spadek przez 4 główne zagrożenia: 
- utratę siedlisk oraz zmiany środowiska;
- rywalizację pokarmową z łososiami;
- drapieżnictwo, zwłaszcza ze strony introdukowanych gatunków;
- rozproszenie się populacji (zasięgu).

Pływające w strumieniach węgorze elektryczne (Electrophorus electricus) oraz odpoczywający na ich brzegach ludzie niepokoją krzywonosy. Różnorodne zagrożenia dla tych ptaków ponaglają do zaangażowania w ochronę. W 1988 roku powstała Blue Duck Conservation Strategy i podejmowała się ochrony aż do 1992. Pozwoliła ona poznać szerzej zasięg występowania, populację i ekologię tegoż ptaka. Druga z organizacji, The Department of Conservation Blue Duck Recovery Plan, powstała w 1997 roku i jest nadal aktywna. Populacja liczy obecnie co najmniej 1200 dorosłych ptaków, z czego więcej jest samców. Ptaki z podgatunku nominatywnego są bardziej zagrożone. Celem działań ochronnych jest stworzenie pięciu zdolnych do przeżycia populacji w miejscach, gdzie nie ma introdukowanych drapieżników.
Do działań ochronnych należą ochrona środowisk i miejsc lęgowych gatunku, kontrola zagrażających gatunków, zarządzanie populacją oraz reintrodukcja.